# محمود طرزی
مَحمود طرزی روزنامه‌نگار، سیاست‌مدار و روشنفکر افغان است که در سال ۱۹۱۱ نخستین روزنامه افغانستان را به همراه گروهی از روشنفکران پیشکسوت افغانستان بنیان گذارد. از این رو از او به عنوان «پدر مطبوعات افغانستان» یاد می‌شود.
طرزی روزنامه‌نگاری خود را در روزنامه سراج‌الاخبار آغاز کرد.

## زندگی‌نامه

محمود طرزی و خانم دومش اسما رسمیه خانم

محمود طرزی در ۲۳ اوت ۱۸۶۵ (۱ شهریور ۱۲۴۴) در شهر غزنی، افغانستان به دنیا آمد. پدرش از قوم پشتون، غلام‌محمد طرزی رئیس خاندان سلطنتی قبیله محمدزایی قندهار و یک شاعر بود. مادرش سلطانه بیگم، از قبیله پوپل‌زایی، دختر شهزاده مودودخان و چهارمین همسر پدرش بود. تبار خانوادگی او به یک رهبر قومی قندهار به نام حاجی جمال خان (۱۷۰۹–۱۸۰۵) می‌رسید. پسر حاجی جمال خان، سردار پاینده محمدخان، ۲۲ پسر داشت که یکی از آنان به نام سردار رحم‌دل خان قندهاری (۱۸۳۲–۱۸۹۶) معروف بود. سردار رحم‌دل خان پدربزرگ محمود طرزی است.
در عهد پادشاهی عبدالرحمن‌خان خانواده محمود طرزی، به قلمرو ترکیه عثمانی تبعید شد. آن‌ها پس از توقف کوتاهی در کراچی، به بغداد می‌روند و پس از اقامتی کوتاه، به دمشق، مرکز روشنفکری امپراتوری عثمانی مهاجرت می‌کنند و همان‌جا ساکن می‌شوند. طرزی جوان به زودی دو زبان عربی و ترکی را می‌آموزد و سپس به زبان‌های آلمانی، فرانسوی و انگلیسی نیز در حد ترجمه تسلط پیدا کرده و دو بار نیز به نقاط مختلف اروپا سفر می‌کند. او در دو سال توقف خود در استانبول بین سال‌های ۱۸۹۶–۱۸۹۷ با سید جمال‌الدین اسدآبادی آشنا می‌شود و این آشنایی به دوستی عمیقی می‌انجامد تا آنجا که طرزی تحت تأثیر افکار و عقاید او در مورد نوگرایی در اسلام، قرار می‌گیرد. با عفو امیر حبیب‌الله خان، طرزی در سال ۱۹۰۳ به کابل بازمی‌گردد. در تمام دوران فعالیت ادبی و روزنامه‌نگاری‌اش در دورهٔ پادشاهی امان‌الله برای تحول و تجدد در جامعهٔ افغانستان تلاش می‌کند. محمود طرزی در ۲۲ نوامبر ۱۹۳۳ (۱ آذر ۱۳۱۲) در شهر استانبول ترکیه وفات نمود.
دو دختر طرزی با دو شاهزاده افغانستان وصلت کردند. ثریا همسر امان‌الله شد و دختر دیگر همسر برادر امان‌الله، عنایت‌الله.

## سراج‌الاخبار

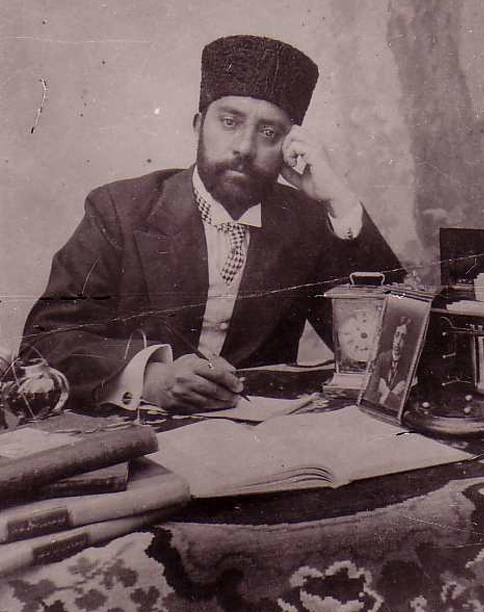
محمود طرزی

تحولات اجتماعی در افغانستان همزمان با روی کار آمدن حبیب‌الله خان آغاز شد. از جمله این تحولات می‌توان به تأسیس نخستین مدرسه با نام «لیسه حبیبیه» در سال ۱۹۰۳ و پس از آن «مکتب حربیه» و بالاخره انتشار اولین شماره روزنامه سراج‌الاخبار به مدیریت مولوی عبدالرئوف در ۱۹۰۶ میلادی مصادف با ذیقعده ۱۳۲۳ اشاره کرد.
هرچند سراج‌الاخبار پس از نشر یک شماره توقیف می‌شود، اما شش سال پس از آن در ۱۹۱۱ بار دیگر و این بار به مدیریت محمد طرزی مجدداً منتشر می‌شود. مطالب روزنامه سراج‌الاخبار در این زمان اغلب از روزنامه‌های خارجی گرفته می‌شد. زمانی که انگلیسی‌ها در جنگ جهانی اول ورود روزنامه‌های خارجی از طریق بندرها هند به افغانستان را ممنوع کردند، منابع اطلاعاتی این روزنامه بر روزنامه‌های متین|حبل‌المتین، چاپ کلکته که هر دو یک دهه پیش‌تر چاپ می‌شدند، متمرکز شد. اولین گزارش‌ها دربارهٔ ادبیات معاصر و کلاسیک اروپا در این دوره از سراج‌الاخبار چاپ و منتشر می‌شود. این اولین بار است که تجددطلبی، اندیشه، فرهنگ و بالاخره ادبیات مدرن غربی در افغانستان معرفی می‌شود.

همسایگی بریتانیای کبیر در بخش بزرگی از مرزهای شرقی و بیم انگلیسی‌ها از هر گونه تحول در داخل خاک افغانستان، باعث شد که شخصی چون محمود طرزی نیز که مناصبی بلندپایه در وزارت خارجه داشت و در عین حال پدر زن شاه هم بود، در زمینهٔ پیشبرد اندیشه‌های ترقی‌خواهانه‌اش تنها بماند. به همین جهت او در ابراز عقاید خود در نوشته‌هایش سخت محافظه‌کار می‌نمود و تلاش می‌کرد با وجود خفقان حاکم سراج‌الاخبار را سرپا نگه‌دارد.
طرزی ضمن انتشار سراج‌الاخبار، به ترجمهٔ آثار ادبی اروپایی نیز پرداخت که این ترجمه‌ها و مقالات در ادبیات معاصر دری تأثیر بسزایی گذاشت. اولین ترجمهٔ او جزیرهٔ پنهان اثر ژول ورن بود. سپس داستان بلندی به نام فاجعه‌های پاریس از یک نویسندهٔ فرانسوی ترجمه کرد که در سراج‌الاخبار چاپ شد.
او اشعاری به نثر می‌نوشت و اغلب آن‌ها را به همراه داستان‌های کوتاه و نمایش‌نامه‌هایش در عمر هشت سالهٔ مدیریتش در سراج‌الاخبار چاپ و منتشر می‌کرد. او تلاش می‌کرد عامه‌فهم‌بودن زبان را در سراج‌الاخبار متداول سازد.
او در مورد ادبیات اروپایی مقاله می‌نوشت و چگونگی نوشتار، سبک، فن و مختصات این گونه ادبیات را به زبانی ساده تشریح می‌کرد.
او برای اولین بار رمان را به افغانستان معرفی کرد. شیوه‌های نوین ادبی برای اولین بار در سراج‌الاخبار پدیدار شدند؛ مثلاً شعر دیگر تعریف زلف یار نبود. از لوکوموتیو و ترن و هواپیما و کشتی قاره‌پیما سخن می‌گفت؛ یعنی همراه با اندیشه‌ها یک تعداد واژه وارد سراج‌الاخبار و از این راه به جامعه منتقل شد. برای اولین بار اخبار جنگ‌هایی که در جهان روی می‌داد و اخبار اختراعات جدید در سراج‌الاخبار انعکاس می‌یافت و موضوعاتی از این قبیل که زبان چیست و آیا زبان قابل اصلاح است در آن مطرح می‌شد.
وی اضافه بر مطالب و مقالات در سراج‌الاخبار، برخی از رمان‌های ژول ورن از قبیل سیاحت دور دنیا در ۸۰ روز، بیست هزار فرسخ سیاحت زیر بحر و سیاحت در جو هوا را نیز به زبان دری ترجمه کرده است.

## آثار
تألیفات:
- سیاحت در سه قطعه روی زمین (چاپ ۱۹ عقرب ۱۲۹۱)
- از هر دهن سخنی و از هر چمن سمنی
- جغرافیای منظوم افغانستان
- جغرافیه ادب در فن یا محمودنامه در نظم
- روضه حکم

ترجمه‌ها:
- سیاحت به دورادور زمین در ۸۰ روز (اثر ژول ورن، ترجمه از ترکی به فارسی)
- جزیره پنهان
- بیست هزار فرسخ سیاحت زیر بحر
- سیاحت در جو هوا
- فاجعه‌های پاریس
- جنگ روس و جاپان (در پنج جلد)
- اخلاقیات